# Louis de Lagarde
Louis Étienne Anne Petitjean de Lagarde, né le 7 avril 1833 à Paray-le-Monial et mort le 4 septembre 1884 à Meudon, est un abbé français, membre de la Société de Marie (Marianistes). Directeur du Collège Stanislas (Paris) de 1872 à 1884, il en est considéré comme le second fondateur. Il se rendit célèbre pour sa piété peu commune à l'époque. Il était féru de sciences et d'histoire et fit adopter par le collège sa devise « Français sans peur, chrétien sans reproche », devise inspirée par celle du chevalier Bayard qu'il admirait beaucoup.

## Directeur du collège Stanislas

### Contexte
En 1855, la Société de Marie, une congrégation religieuse fondée en 1817 par le bienheureux Guillaume-Joseph Chaminade, prend en charge la direction du Collège Stanislas de Paris, le directeur étant l'abbé Jean-Philippe-Auguste Lalanne (1795-1879). Les Marianistes conservent cette responsabilité jusqu'en 1904, date de la création de la société anonyme de Stanislas. Ils ont des méthodes d'éducation proches des Frères des écoles chrétiennes et fournissent les jalons intellectuels de la première démocratie chrétienne française fondée par Marc Sangnier. L'époque marianiste de Stanislas, comme celle qui l'a précédée, est marquée par l'instabilité en raison des rapports politiques et juridiques tumultueux entre le gouvernement français et le diocèse de Paris.
À la fin du XIXe siècle, le collège Stanislas est un haut lieu de la bourgeoisie catholique, par opposition au lycée Louis-le-Grand qui est le siège de la bourgeoisie libre-pensante. L'abbé Louis de Lagarde l'envisage comme un pont entre l'Église et l’Université. En ce sens, il lutte contre les lois Jules Ferry en 1883 qui tentent d'étatiser et de laïciser l'enseignement.

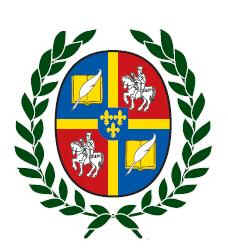
Blason de Stanislas. Le chevalier représenté dans les armoiries est le chevalier Bayard dont une statue sera érigée en 1893 dans les jardins du collège.

### Armoiries de Stanislas
Après la défaite de 1870 et la Commune de Paris, qui a mis en place la séparation de l’Église et de l’État, l'abbé Louis de Lagarde définie en ces termes la direction de Stanislas : « J’ai voulu opérer une féconde et indissoluble alliance entre les traditions religieuses et chevaleresques de la France. (…) Nous devons préparer les jeunes gens à une véritable croisade pour sauvegarder la religion, défendre la vérité et maintenir les principes fondamentaux de la morale et de la société ». Ainsi, Louis Lagarde conçoit le blason du collège Stanislas dès son arrivée au poste de directeur en 1871. Sa devise est directement inspirée de celle du chevalier Bayard : « Français sans peur, chrétien sans reproche ». Il explique qu'elle est pédagogique et vise à l'instruction morale et éthique des jeunes gens,.

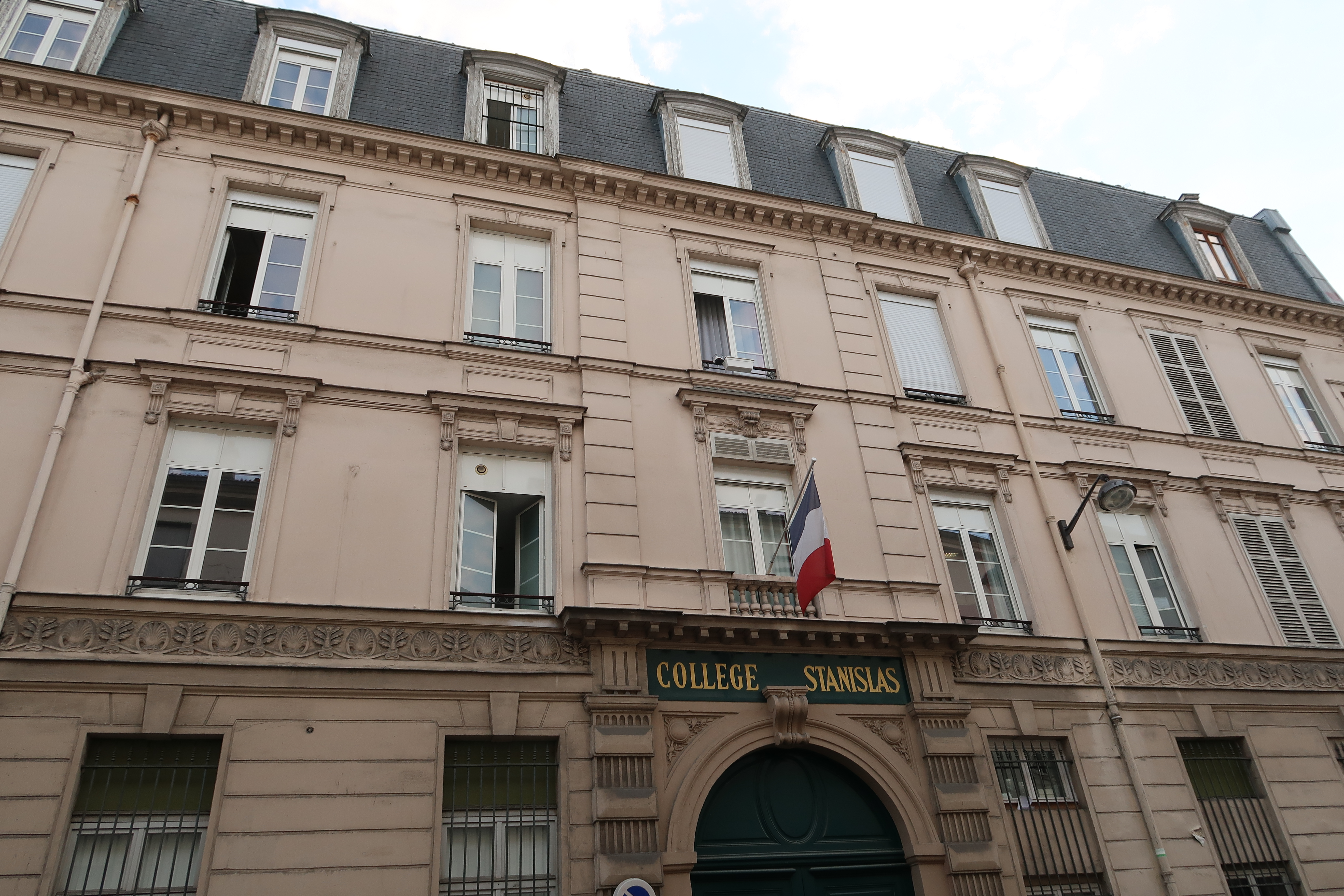
Façade de la rue Notre-Dame-des-Champs inauguré en 1884, l’année de la mort de Louis de Lagarde qui décida du projet architectural.

Le blasonnement est le suivant : « Blason circulaire en Sautoirs en croix d'or écartelé de gueule et d'Azure. Livre d'or à la plume d'argent assorti de chevalier d'argent ». Plus précisément, l’abbé de Lagarde a indiqué à propos du blason du collège : « Le blason rappelle le nom du collège et indique son double caractère religieux et universitaire. Il emprunte quelque chose aux armes de Stanislas Leszczynski, parrain de celui qui a donné son nom au collège. Il présente le livre, symbole de l’étude, et la palme offerte par l'université au plus méritant dans les luttes annuelles de la Sorbonne. Il est écartelé d’une croix que Dieu vous montre, jeunes gens, comme autrefois à Constantin le Grand, en vous répétant cette parole mystérieuse mais éternellement vraie : In hoc signo vinces ; c’est l’étendard qui vous conduira à la victoire. Enfin ce blason est surmonté du chiffre de la Dame, bonne et puissante entre toutes, dont nous portons le nom, sinon les couleurs, et à qui nous avons confié ce qui nous est le plus cher au monde : le salut de vos âmes. » Le « quelque chose » est le cavalier, armes de la Lituanie (alors unie à la Pologne) sur laquelle régna Stanislas Leczinski. Le prince Louis-Stanislas-Xavier, futur Louis XVIII, eut pour parrain son grand-père maternel Stanislas Leczinski.

### Conférences de Stanislas
Il est de coutume que la pastorale de Stanislas organise des conférences. La première conférence fut donnée le 23 mars 1883 par saint Jean Bosco. Les conférences, qui se présentent comme une occasion d'ouvrir l'horizon aux élèves, sont en outre de vastes exercices de rhétorique, matière dont Frédéric Ozanam fut maître en 1840 et qu'il enseigna,.

## Ouvrage
Louis Étienne de Lagarde est à l'origine de la première monographie sur l'histoire du collège Stanislas où il mêle volontiers anecdotes et récit historique. Ainsi il relate que le fondateur du collège Stanislas, l'abbé Liautard (1772-1844), fut un enfant capricieux et gâté dans sa jeunesse. Publié en 1881, elle fait suite à une présentation plus brève, ayant pour titre Le Collège Stanislas : notice historique, publiée en 1870, du temps où il était encore novice chez les Maristes.